# Abbazia di Royaumont
L'abbazia di Royaumont è una ex abbazia cistercense, ubicata vicino a Asnières-sur-Oise in Val-d'Oise, a circa 30 km a nord di Parigi; venne distrutta nel 1791, durante la rivoluzione francese, per costruire una fabbrica; rimane la sagrestia, il chiostro e il refettorio impiegati come attrazioni turistica e centro culturale.

## Storia

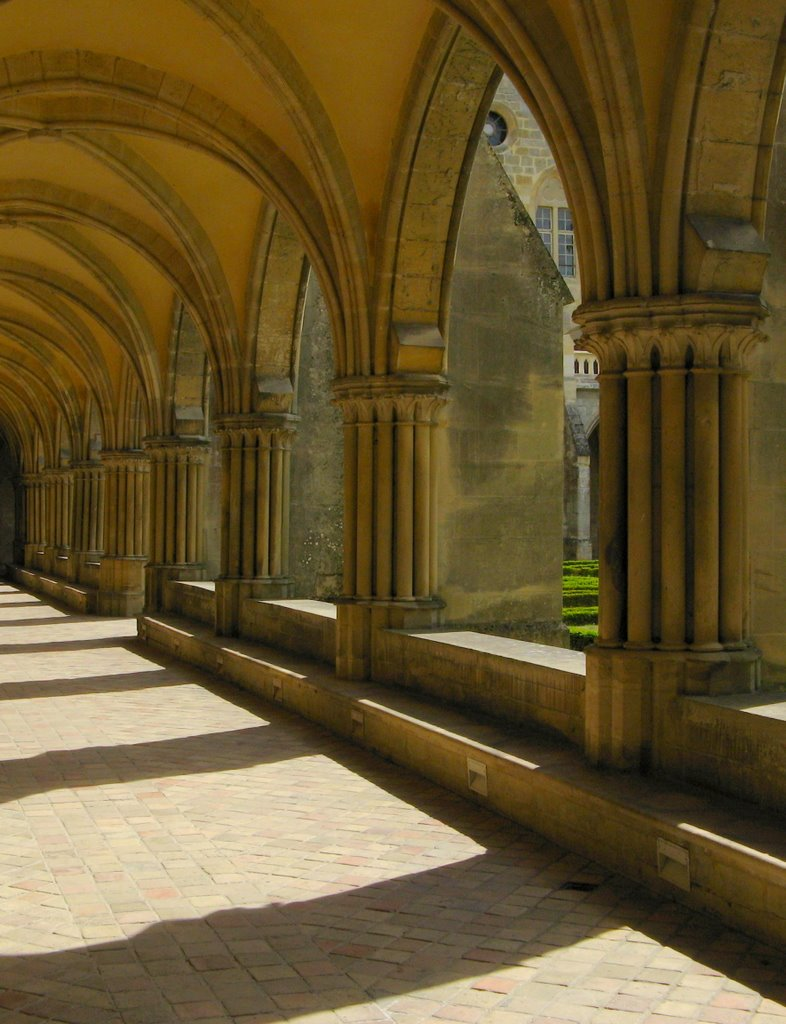
Chiostro dell'abbazia di Royaumont

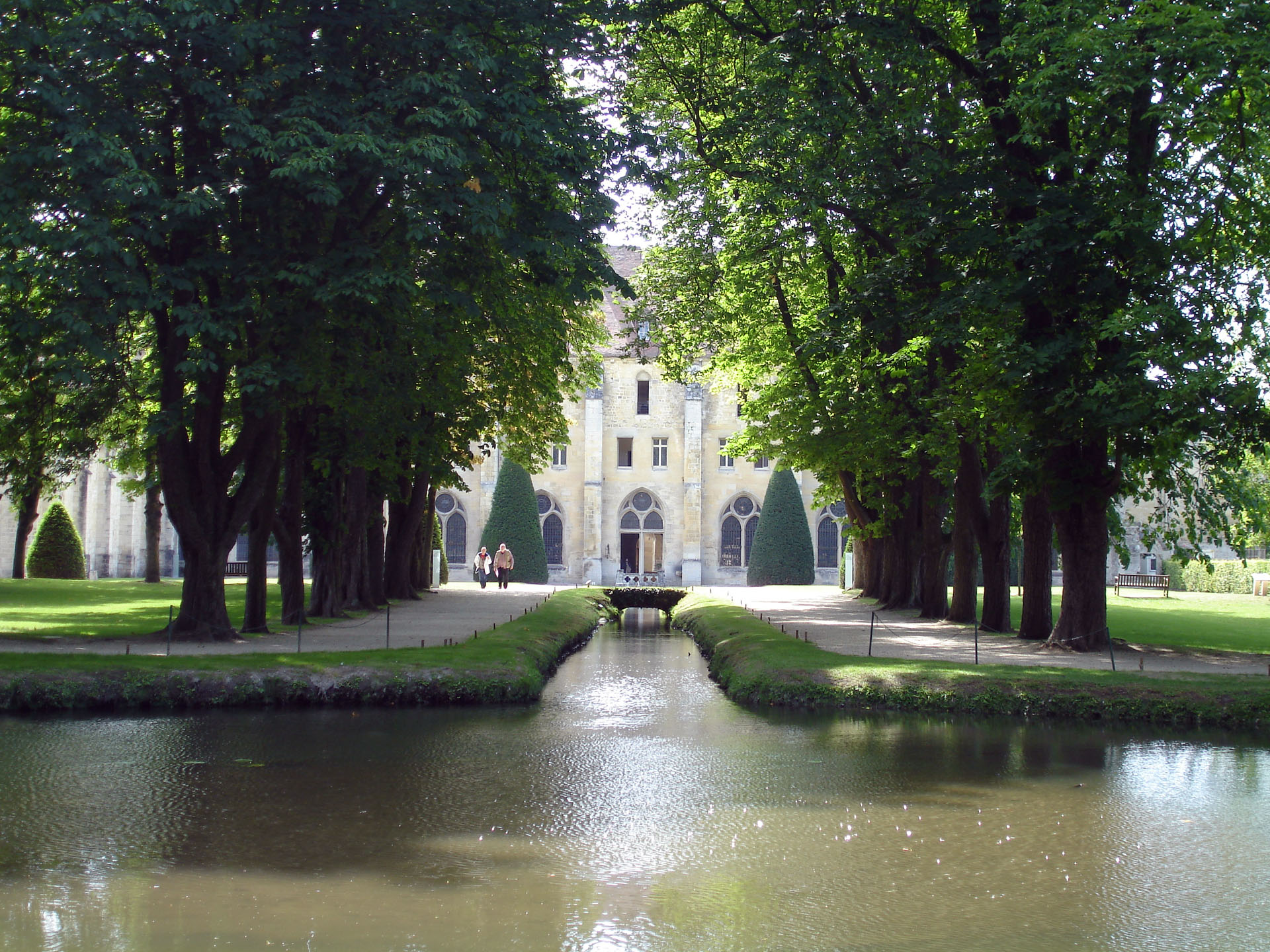
Vista dell'abbazia

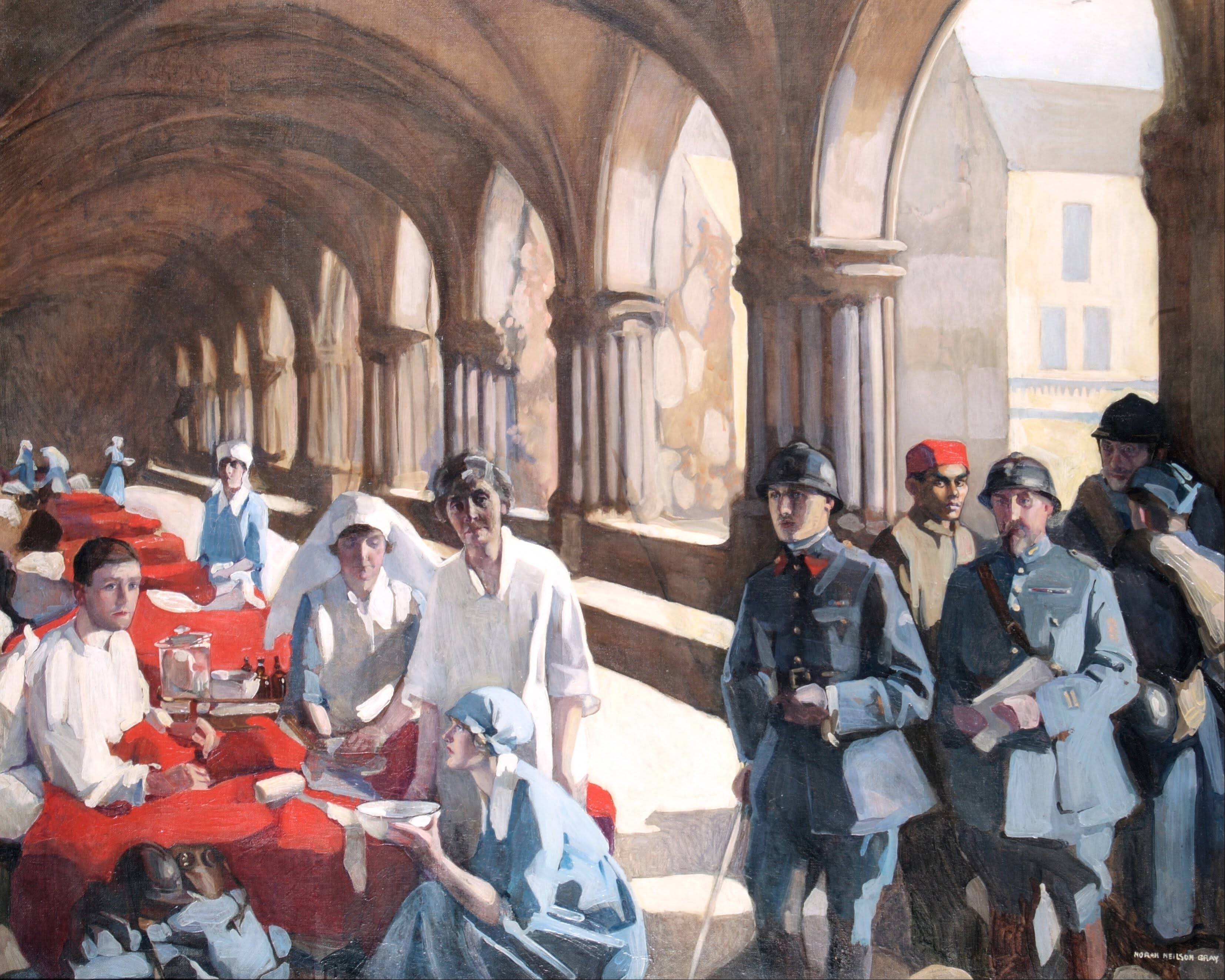
La chirurga britannica Frances Ivens visita un paziente francese nel chiostro dell'abbazia. Dipinto di Norah Neilson Gray

Venne costruita tra il 1228 e il 1235 con il sostegno finanziario di Luigi IX. Diversi membri della famiglia reale francese vennero sepolti qui (e non nella Basilica di Saint-Denis) come, per esempio, tre figli e due nipoti di Luigi IX. Anche l'enciclopedista e domenicano del XIII secolo Vincenzo di Beauvais nel 1246 fu lettore in questa abbazia.
L'abbazia venne distrutta nel 1791, durante la rivoluzione francese, e le pietre vennero parzialmente usate per costruire una fabbrica. Tuttavia, la sagrestia, il chiostro e il refettorio rimasero intatti.
Nel 1836 e 1838, rispettivamente, due opere del compositore tedesco Friedrich von Flotow vennero date come prima rappresentazione a Royaumont—Sérafine e Le Comte de Saint-Mégrin.
Dal gennaio 1915 al marzo 1919 l'abbazia fu trasformata in un ospedale volontario, Hôpital Auxiliaire 301, gestito dalla Scottish Women's Hospitals for Foreign Services (SWH), sotto la direzione della Croce Rossa francese. Venne particolarmente usato per le sue truppe di combattimento impegnate nella Battaglia della Somme. Dopo la guerra l'ufficiale medico capo, Miss Frances Ivens CBE MS (Lond) ChM (Liverp) FRGOG (1870-1944), venne insignita della Legion d'onore.
All'inizio del XX secolo gli edifici rimasti furono acquistatati dalla famiglia Goüin che nel 1964 creò la Royaumont Foundation, la prima fondazione culturale privata francese.